# Apamea vicaria
Apamea vicaria är en fjärilsart som beskrevs av Rudolf Püngeler 1903. Apamea vicaria ingår i släktet Apamea och familjen nattflyn. Inga underarter finns listade i Catalogue of Life.